# Hiatellidae
Los hiatélidos (Hiatellidae) son una familia de moluscos bivalvos marinos del orden de Myoida. 
Las valvas son generalmente oblongas, irregulares, finas y terminan en bordes redondeados.

## Taxonomía
La familia Hiatellidae incluye cinco géneros
- Cyrtodaria Reuss, 1801
- Hiatella Bosc, 1801
  - Hiatella arctica (L., 1767)
  - Hiatella antactica (Philippi, 1845)
- Panomya Gray, 1857
- Panopea Menard, 1807
  - Panopea abbreviata (Valenciennes 1839)
  - Panopea abrupta (Conrad, 1849)
  - Panopea zelandica Quoy & Gaimard, 1835
- Saxicavella P. Fischer, 1878